# 周兹柏
周兹伯（1918年12月—2009年10月16日），男，祖籍江西，生于湖北武汉，中华人民共和国政治人物，曾任湖北省政协副主席，中国民主建国会中央委员会常务委员。